# سیارک ۱۷۰۶
سیارک ۱۷۰۶ (به انگلیسی: 1706 Dieckvoss، نامگذاری:1931TS) هزار و هفتصد و ششمین سیارک کشف شده‌است که در ۵ اکتبر ۱۹۳۱ و در هایدلبرگ کشف شد.
قدر مطلق سیارک برابر ۱۲٫۸۰ است.